# (37172) 2000 WQ32
2000 WQ32 (asteroide 37172) é um asteroide da cintura principal. Possui uma excentricidade de 0.12040470 e uma inclinação de 12.06671º.
Este asteroide foi descoberto no dia 20 de novembro de 2000 por LINEAR em Socorro.